# ミルダ・アウグリーテ
ミルダ・アウグリーテ（Milda Augulytė、1956年1月1日 - ）は、リトアニアのジャーナリスト。

## 経歴
1974年、シャウレイ第7中等学校（現シャウレイ・スタシース・シャルカウスキス・ギムナジウム）を卒業。1979年、ヴィリニュス大学文献学部リトアニア語・リトアニア文学専攻を修了。
1979年から1987年まで、新聞『ティエサ』(Tiesa) の校正者。1987年から1992年まで、同紙特派員。1992年から1996年まで、日刊紙『ティエサ』（1994年に『ディエナ』(Diena) に改称）の副編集長。1996年から1997年まで『ムジコス・バライ』(Muzikos barai) 編集長。1996年から日刊紙『リエトゥヴォス・リータス』(Lietuvos rytas) 付録『シュヴィエティマス』(Švietimas) 編集者。文化問題に関する記事を書くことが多い。